# Bon Appétit (single)
Bon Appétit is een nummer van de Amerikaanse zangeres Katy Perry, in samenwerking met de Amerikaanse hiphopgroep Migos, uitgebracht op 28 april 2017. Het nummer is uitgebracht als tweede single van haar opkomende vijfde studioalbum "Witness", die op 9 juni 2017 wordt uitgebracht. Het nummer is geschreven door Katy Perry en Migos zelf, Max Martin, producer Shellback en Oscar Holter en geproduceerd door Max Martin, Shellback en Oscar Holter.

## Muziekvideo
De muziekvideo van "Bon Appetit" kwam op 12 mei 2017 uit op het Vevokanaal van Katy Perry. De video werd ruim 16 miljoen keer bekeken in 24 uur tijd, waarmee het een van de bestbekeken video's op YouTube in 24 uur tijd is. Inmiddels is de muziekvideo ruim 500 miljoen keer bekeken.
In de muziekvideo zelf wordt Perry klaargemaakt en geserveerd als een maaltijd.